# Alfred Maurstad

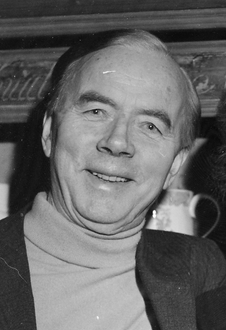
Alfred Maurstad (1967)

Alfred Jentoft Maurstad (* 26. Juli 1896 in einen Bauernhof in Maurstad bei Vågsøy, ehemals Davik im Fylke Sogn og Fjordane; † 5. September 1967 in Oslo) war ein norwegischer Schauspieler, Musiker, Theaterleiter und Regisseur.

## Leben
Nach seinem Schulabschluss besuchte Maurstad ab 1916 eine Unteroffiziersschule in Bergen und arbeitete danach zunächst als Verkäufer und Buchhalter. Schon in seiner Jugend wirkte Maurstad in seiner Freizeit als Statist an Den Nationale Scene in Bergen mit und spielte in Nordfjord zu verschiedenen Veranstaltungen und Konzerten Hardangerfiedel oder Geige, wovon auch einige Aufnahmen zu norwegischen Volksliedern und Melodien gemacht wurden.
Maurstad war einer der ersten Hardangerfiedelspieler, die in den 1920er Jahren erstmals im Radio auftraten. Weiterhin trat er so gemeinsam mit Sigbjørn Bernhoft Osa und Eivind Groven als Hardangerfiedel-Trio (Hardingfeletrioen) auf. Das Trio spielte Melodien und Volkslieder mit drei Hardangerfiedel-Instrumenten zu Veranstaltungen von Eivind Groven und trat regelmäßig im Volksmusik-Radio-Programm in den 1930er Jahren auf. Maurstad wurde in dieser Zeit durch seine Auftritte mit dem bekannten Stück Fanitullen von Johan Halvorsen sowie gemeinsam mit dem norwegischen Violinisten, Komponisten und Dirigenten Olav Moe in dem Stück I Aurdal i Valdres als Musiker weitreichend bekannt. Ebenso wirkte Maurstad in Johan Halvorsen Orchestersuite Fossegrimen mit, die von dem Dramatiker Sigurd Eldegard als Theaterstück geschrieben wurde sowie von ihm sowohl als reine Solo-Nummer und im Orchester gespielt wurde.
Maurstad debütierte 1920 als Schauspieler am Det Norske Teatret und war anschließend ab 1931 am Nationaltheatret tätig. Von 1945 bis 1950 war er Theaterleiter am Trøndelag Teater. Als Theaterschauspieler erreichte er seine größte Aufmerksamkeit beim Spielen der Hauptrolle in Henrik Ibsens Peer Gynt und durch seinen Auftritt in Hans E. Kincks Driftekaren.
Seine bekannteste Filmrolle in Norwegen hatte er mit seinem Auftritt als Meisterdieb Gjest Bårdsen in dem gleichnamigen Film Gjest Baardsen sowie in Fant und in Tørres Snørtevold, wo er ebenfalls eine Hauptrolle spielte.
Seinen Urlaub verbrachte Alfred Maurstad meist in seinem Haus im Heimatort Maurstad. Es wurde später von seinem Sohn Toralv Maurstad (1926–2022) übernommen.
In seiner ersten Ehe war er mit der Schauspielerin Tordis Maurstad verheiratet und nach der Scheidung heiratete er Gro Maurstad. Alfred Maurstad ist der Vater der Schauspielerin Mari Maurstad und des Schauspielers Toralv Maurstad.

Denkmal für Alfred Maurstad in Nordfjordeid, 2019

Alfred Maurstad wurde 1957 zum Kommandeur des St. Olavs Orden ernannt. 1977 wurde in seinen Heimatort Maurstad im Maurstad-Park (Maurstad-parken) am Nordfjordeid das Maurstad-Denkmal gesetzt, geschaffen von Arnold Haukeland.

## Filmografie

### Schauspieler
- 1926: Brudeferden i Hardanger
- 1932: Fantegutten
- 1934: Liv
- 1935: Samhold må til
- 1937: Fant
- 1938: Vingar kring fyren (schwedischer Film)
- 1938: Styrman Karlssons flammor (schwedischer Film)
- 1939: Gjest Baardsen
- 1940: Tørres Snørtevold
- 1940: Bastard
- 1941: Hansen og Hansen
- 1942: Trysil-Knut (Film)
- 1948: Jørund Smed
- 1951: Wölfe in der Nacht (Ørnedalen, Valley of the Eagle, englischer Film)
- 1951: Ukjent mann
- 1958: Zurück ins Leben (Ut av mørke)
- 1958: Laila – Liebe unter der Mitternachtssonne (Laila, schwedisch-deutscher Spielfilm)-
- 1961: Det store varpet

### Regie
- 1942: En herre med bart
- 1942: Hansen og Hansen

### Drehbuchautor
- 1941: Hansen og Hansen
- 1935: Samhold må til

## Auszeichnungen (Auswahl)
- 1955: Aamot-statuetten